# Sainjargal Nyam-Ochir
Nyam-Ochir Sainjargalyn (in Lingua mongola:  Сайнжаргалын Ням-Очир) (Provincia dell'Uvs, 20 luglio 1986) è un judoka mongolo, vincitore della medaglia di bronzo nella categoria fino a 73kg alle Olimpiadi di Londra 2012.

## Palmarès
- Giochi olimpici estivi

Londra 2012: bronzo nei 73 kg.
- Campionati asiatici di judo

2009 - Taipei: bronzo nei 73 kg.
- Universiadi

2009 - Belgrado: bronzo nei 73 kg.